# Стивен Хукер
Стивен Лесли Хукер (енгл. Steven Leslie Hooker; Мелбурн, 16. јул 1982.) бивши је аустралијски атлетичар, освајач златне олимпијске медаље у скоку с мотком. Рекордер је Океаније у скоку с мотком у дворани са висином од 6,06 метара.

## Каријера
Хукер је освојио злато на Олимпијским играма у Пекингу 2008. прескоком од 5,96 метара, чиме је поставио нови олимпијски рекорд. Хукер је први Аустралијанац освајач златне медаље у атлетици 40 година наон што је Ралф Дабел победио у трци на 800 метара у Мексико Ситију 1968.
На Светском првенству 2009. у Берлину, Хукер је освојио златну медаљу.
На Светском првенству у дворани 2010, Хукер је освојио златну медаљу са скоком од 6,01 метара, што је тада био рекорд шампионата.
Хукер је први пут прескочио висину од шест метара 27. јануара 2008. на такмичењу на отвореном у Перту, са прескоченом висином од тачно 6,00 метара. 7. фебруара 2009. на митингу у дворани у Бостону поставио је аустралијски рекорд у дворани са прескоком од 6,06 м, и са овом висином, и данас је реордер Аустралије и Океаније у скоку с мотком.
Током каријере тренирали су га Марк Стјуарт и Алекс Парнов.

## Почасти
На обележавању Дана Аустралије 2009. Стивен Хукер је награђен медаљом Ордена Аустралије (ОАМ) „За службу у спорту као освајач златне медаље на Олимпијским играма у Пекингу 2008“. У октобру 2017. Хукер је уврштен у Аустралијску кућу славних спортиста.

## Приватно
Стивенова мајка Ерика Никсон-Хукер била је Олимпијка 1972. и освајачица сребрне медаље на Играма Комонвелта 1978. у скоку у даљ. Освојила је и девет државних титула. Његов отац Бил је представљао Аустралију у тркама на 800 м и у штафети 4 х 400 м на Играма Комонвелта 1974.
Стивен се повукао из атлетике у априлу 2014. одлучивши да се фокусира на своју породицу. Његова супруга Јекатерина Костецкаја (рус. Екатерина Александровна Костецкая) била је успешна тркачица на 400 и 800 метара у јуниорској конкуренцији. Јекатерина је родила њиховог првог сина Максима 2013. и пар је од тада добио још два сина.

## Међународни успеси
| Година                    | Такмичење                    | Место                     | Позиција                  | Дисциплина                | Резултат                  | Белешка                   |
| Представљајући Аустралију | Представљајући Аустралију    | Представљајући Аустралију | Представљајући Аустралију | Представљајући Аустралију | Представљајући Аустралију | Представљајући Аустралију |
| ------------------------- | ---------------------------- | ------------------------- | ------------------------- | ------------------------- | ------------------------- | ------------------------- |
| 2000                      | Светско првенство за јуниоре | Сантјаго, Чиле            | 4.                        | Скок мотком               | 5.20 м                    |                           |
| 2006                      | Игре Комонвелта              | Мелбурн, Аустралија       | 1.                        | Скок мотком               | 5.80 м                    |                           |
| 2006                      | Светски куп                  | Атина, Грчка              | 1.                        | Скок мотком               | 5.80 м                    |                           |
| 2008                      | Светско првенство у дворани  | Валенсија, Шпанија        | 3.                        | Скок мотком               | 5.80 м                    |                           |
| 2008                      | Олимпијске игре              | Пекинг, Кина              | 1.                        | Скок мотком               | 5.96 м                    | ОР                        |
| 2009                      | Светско првенство            | Берлин, Немачка           | 1.                        | Скок мотком               | 5.90 м                    |                           |
| 2010                      | Светско првенство у дворани  | Доха, Катар               | 1.                        | Скок мотком               | 6.01 м                    | РСП                       |
| 2010                      | Континентални куп            | Сплит, Хрватска           | 1.                        | Скок мотком               | 5.95 м                    | Рекорд такмичења          |
| 2010                      | Игре Комонвелта              | Њу Делхи, Индија          | 1.                        | Скок мотком               | 5.60 м                    |                           |